# Pneumatisation

Les sinus paranasaux, exemple de pneumatisation : en vert (1) les sinus frontaux, en violet (2) les sinus ethmoïdaux, en rouge (3) les sinus sphénoïdaux et en bleu (4) les sinus maxillaires.

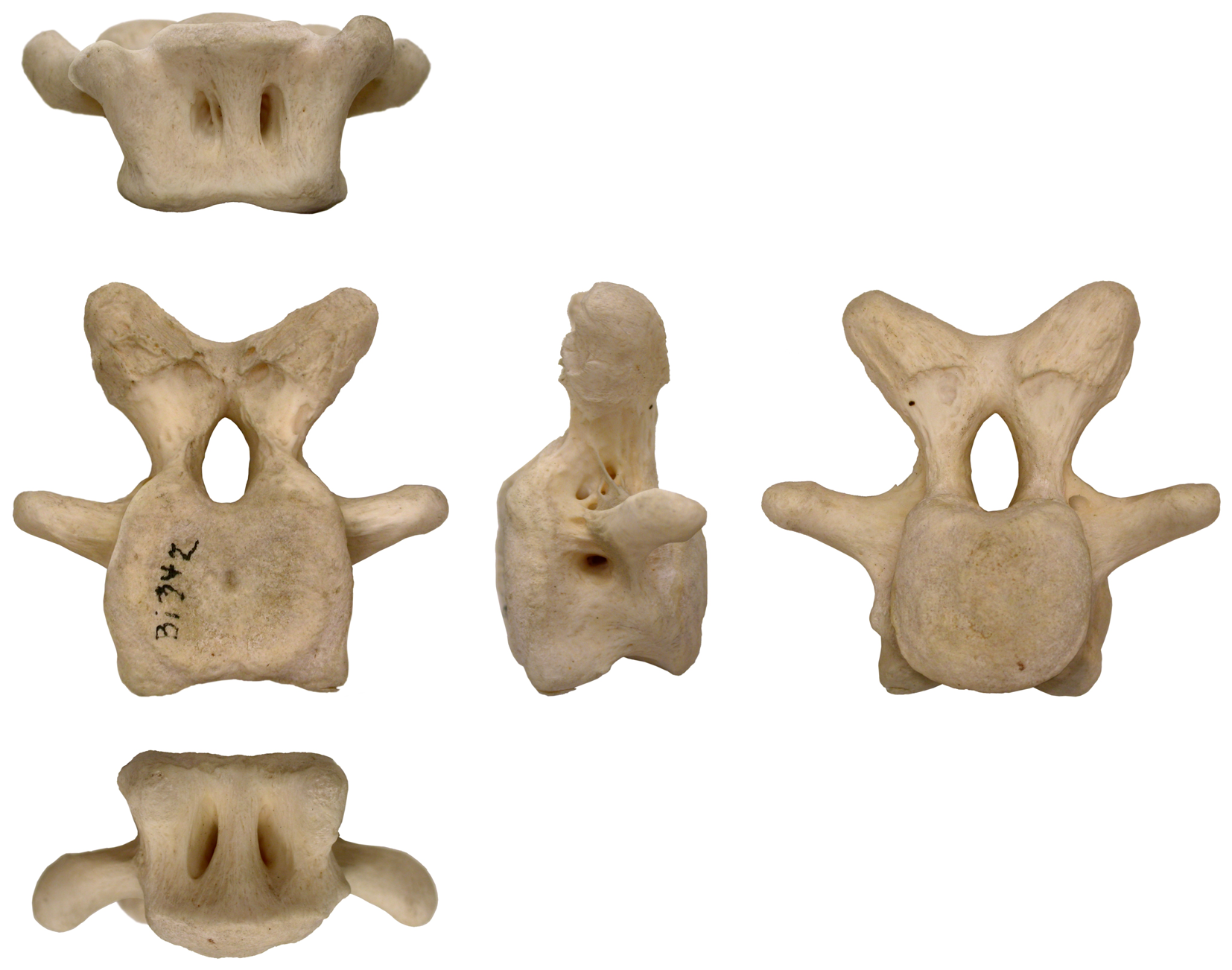
Vertèbres d'autruche avec leurs foramens pneumatiques, ouvertures par lesquelles les sacs aériens amènent l'air des poumons dans ces os pneumatiques.

La pneumatisation est la formation d'alvéoles ou de cavités remplies d'air dans un tissu, notamment dans les os pneumatiques.

## Fonctions des os pneumatiques
L'allègement du squelette des oiseaux par des os pneumatiques remplis d'air (poches d'air qui remplacent la masse osseuse ou la moelle, en liaison avec les poumons) est en relation directe avec la capacité plus ou moins grande de vol, la pneumatisation étant très poussée chez les oiseaux lourds. Ainsi le pélican qui a un poids total moyen de 12 kilogrammes possède un squelette d'à peine 700 grammes. Cependant, certains oiseaux qui ne volent pas ont conservé ce trait anatomique d'os pneumatisés, et certaines espèces plongeuses (manchots, grèbes, plongeons, canards plongeurs, mouettes) l'ont perdu. Une pneumatisation importante du squelette est en effet défavorable à ces espèces qui ont des structures osseuses adaptées à leur technique de pêche.
Plusieurs théories sont émises sur le rôle des sinus correspondant à la pneumatisation du massif cranio-facial chez les êtres humains : allègement du crâne et réajustement des parois crâniennes entre « crâne cérébral » et « crâne facial » ; liaison entre le développement des sinus et l'adaptation physiologique au froid, des sinus plus volumineux étant capables, grâce aux muqueuses qui les tapissent, de réchauffer ou d'humidifier un air froid et sec. La pneumatisation de la tête osseuse des Néandertaliens, plus grosse et étirée qu'Homo sapiens, favorise son allègement et l'adaptation à la bipédie de cet Homo, ce qui va de pair avec un renforcement des structures osseuses de soutien (telles le maxillaire supérieur et le bourrelet sus-orbitaire) afin d'assurer aux pressions masticatrices le maximum d'efficacité mécanique pour un minimum de poids.